# 名神ハイウェイバス
名神ハイウェイバス（めいしんハイウェイバス）とは、名神高速道路および新名神高速道路を経由して愛知県名古屋市（名古屋駅）と京都府京都市（京都駅）・大阪府大阪市（大阪駅他）・兵庫県神戸市（三宮BT）を結ぶ昼行便の高速乗合バスである。正式名は名神高速線（めいしんこうそくせん）。
日本初の本格的な高速バス路線である。以前は東名ハイウェイバスと同様、途中に多数の停留所が開設されていたが、現在は中間の停留所を大幅に縮小して、中京圏 - 京阪神間の都市間輸送に比重を置いている。
なお当記事では、途中まで名神高速道路を経由して伊吹山へ向かう路線および別系統として扱う名鉄観光バス大阪線（現在は廃止）、名古屋 - 京都・大阪間を運行する夜行便「青春大阪ドリーム名古屋号」についても記述する。

## 概要
愛知県名古屋市中村区の名古屋駅（新幹線口）から超特急便は名古屋高速道路・東名阪自動車道・新名神高速道路・名神高速道路を、特急便は名古屋高速道路・名神高速道路などをそれぞれ経由し、
- 京都系統…京都府京都市下京区の京都駅（烏丸口）
- 大阪系統…大阪府大阪市北区の大阪駅JR高速BT（一部便は同市此花区のユニバーサル・スタジオ・ジャパン(USJ)まで）
  - 運行開始当初は、新大阪駅を発着していたが、1968年4月26日に名神豊中からの経路を変更して大阪駅（国鉄バス＝大阪駅桜橋口、日本高速バス・日本急行バス＝阪急梅田駅）発着に変更された（新大阪駅は経由せず）。
- 神戸系統…兵庫県神戸市中央区の三宮BT
  - 2025年4月1日のダイヤ改正まで名鉄バス運行便のみ同区の神戸ポートピアホテルまで運行していた。
- 夜行系統（青春大阪ドリーム名古屋号）…上記昼行便とは多少経由が異なる（岐阜駅前・名神高速道路経由）

JR東海バス、西日本JRバス運行の昼行便に限り、周遊きっぷで乗車可能であった。
国鉄時代には、団体予約可能な便が設定されており、時刻表でも「アロー」表示で区別されていた。ただし、これは種別や便に対する愛称ではなく、車両にも特に「アロー」の表示はされていなかった。
神戸、京都系統については名鉄バスセンターを発着していたが、2025年4月1日のダイヤ改正より名古屋駅（新幹線口）発着に改められた。

## 運行会社
- ジェイアール東海バス（名古屋支店）[5]
- 西日本ジェイアールバス（大阪営業所・京都営業所・神戸営業所）
- 名鉄バス（名古屋中央営業所） ※大阪系統を除く。2009年2月1日より名鉄観光バスから移管。
- 名阪近鉄バス（名古屋営業所） かつては大阪営業所[6]も担当。

## 現在の運行系統

### 京都・大阪・神戸系統
▼・▲…頂点が向いている方向のみ乗車可能（▽・△…一部便のみ）
●…停車（○…一部通過）
↓…通過
∥…経由せず
| 種別     | 種別                                   | 特 急    | 超特急   | 超特急   | 超特急   |      |
| 駅コード | 停留所名                               | 京都系統 | 京都系統 | 大阪系統 | 神戸系統 | 備考 |
| -------- | -------------------------------------- | -------- | -------- | -------- | -------- | ---- |
| 16       | 名古屋駅（新幹線口）                   | ▼        | ▼        | ▼        | ▼        |      |
| 15       | 名神大垣                               | ●        | ∥        | ∥        | ∥        |      |
| 14       | 名神多賀                               | ●        | ∥        | ∥        | ∥        |      |
| 13       | 百済寺                                 | ●        | ∥        | ∥        | ∥        |      |
| 12       | 名神八日市                             | ●        | ∥        | ∥        | ∥        |      |
| 11       | 菩提寺                                 | ●        | ∥        | ∥        | ∥        |      |
| 10       | 京都深草                               | ▲        | ▲        | ↓        | ↓        |      |
| 09       | 京都駅                                 | ▲        | ▲        | ∥        | ∥        |      |
|          | 大阪駅JR高速BT                         |          |          | ▲        | ∥        |      |
|          | ユニバーサル・スタジオ・ジャパン (USJ) |          |          | △        | ∥        |      |
| 02       | 三宮BT                                 |          |          |          | ▲        |      |

### 青春大阪ドリーム名古屋号
- 名古屋駅（新幹線口）・岐阜駅 北口 - 京都駅（烏丸口）・千里ニュータウン・大阪駅JR高速バスターミナル・ユニバーサル・スタジオ・ジャパン (USJ)
  - 湊町バスターミナル (OCAT)は2020年12月1日のダイヤ改正で乗り入れ廃止[7]。

## 過去の運行系統

### 名鉄観光バス大阪線
- 名鉄バスセンター - 大阪なんばOCAT・USJ（2008年11月30日まで運行）
  - 末期には名古屋発朝、大阪発夜の1往復が運行され、繁忙期は名古屋発夜行便が設定されていた。高速道路上の停留所には停車しない直行便で、名古屋行はミッドランドスクエア前でも降車扱いがあった。
  - 名神ハイウェイバス大阪系統とは全くの別路線、予約・発券窓口も別であった。市販の時刻表等では一体かのように表記しているものもあったが、名神ハイウェイバス大阪系統と合わせた往復割引等の適用は出来なかった。

### 東名名神直通バス
- 浜松駅 - 京都駅
  - 1988年3月13日運行開始。JR東海バスの単独運行であった。2006年12月15日廃止。
  - 停車駅は浜松駅・東名舘山寺・東名浜名湖（開設以降）・東名三ヶ日・東名豊川・東名本宿～東名日進間の各バスストップ・東名旭・東名春日井・名神岩倉・京都駅で、途中上郷・多賀両SAにて休憩。
  - なお、当時からほぼ同様の経路の路線として京阪神昼特急静岡号（2006年5月運行休止の第1期路線）が存在していたが、こちらは名神ハイウェイバスとは案内されていなかった。

### 大阪伊吹山線
- 大阪駅 - 千里ニュータウン - 名神高槻 -  伊吹山
  - 1993年7月から、名阪近鉄バスによって夏期のみ運行を開始した（2005年まで）。2007年と2008年は西日本JRバスが運行（大阪北営業所担当）していた。2009年以降は運行していない。
  - 名阪近鉄バスでの運行開始当初は途中停留所には停車せず、大阪駅から伊吹山山頂までノンストップ運行、また車掌として同社大阪営業所の新人ガイドが乗務していた（ガイド業務は行わなかった）。

## 沿革
- 1958年（昭和33年） - 日本国有鉄道（国鉄）自動車局、国鉄バス専用道（白棚線）にて、日野BC10型にて高速試験開始。
- 1960年（昭和35年） - 高速バス試作車1号車、日野RX10型登場。
- 1961年（昭和36年） - 高速バス試作車、いすゞBU20PA型と三菱MAR820改型が登場。
- 1963年（昭和38年）3月 - 本格的な高速バス試作車、いすゞBU30P型登場。同年秋には量産型が登場。
- 1964年（昭和39年）
  - 7月10日-14日 - 名神高速道路を運行するバス事業が13社で競願となったため、運輸審議会の公聴会が実施される。その結果、国鉄と沿線私鉄およびバス事業者が出資した日本急行バス（名鉄・阪急・京阪・近江鉄道などが出資）と日本高速自動車（近鉄・南海・阪神が出資）[8]に免許が交付された[9]。
  - 10月5日 - 名古屋‐大阪・神戸系統が国鉄と日本急行バスにより開業。
- 1965年（昭和40年）
  - 3月6日 - 名古屋‐京都系統開業。同日から日本高速自動車が運行開始。
  - 11月5日 - 豊中庄内・新大阪間に十三阪急前停車場を新設。名神尼崎・名神西ノ宮・名神芦屋間の改キロを実施。
- 1968年（昭和43年）4月26日 - 日本急行バス、大阪系統を大阪（阪急梅田）発着に変更。新大阪・十三阪急前・豊中庄内（下り線降車のみ）を廃止。
- 1970年（昭和45年）3月15日-9月13日 - 日本万国博覧会（大阪万博）期間中のみ大阪・神戸系統が同会場経由で運行。また名古屋 - 万博会場間臨時運行。
- 1974年（昭和49年）10月1日 - 日本急行バス、大阪・神戸系統休止。
  - このため、天王山、名神高槻、名神茨木、名神吹田、名神豊中（神戸系統）、名神尼崎（神戸系統）、名神西宮（神戸系統）、名神芦屋（神戸系統）、三宮駅前（神戸系統）、中突堤前（神戸系統）、神戸（神戸系統）、豊中庄内（上りのみ）（大阪系統）、大阪（阪急梅田）（大阪系統）のバスストップの取り扱いを中止。
  - 昭和42年に、栗東営業所を廃止して、関西の拠点としていた茨木営業所を閉鎖。
- 1977年（昭和52年）4月1日 - 国鉄・日本高速自動車、神戸系統運行休止。
- 1978年（昭和53年）4月1日 - 国鉄・日本高速自動車、神戸系統廃止。
- 1981年（昭和56年）4月24日-9月14日 - 神戸ポートアイランド博覧会会場まで乗り入れ。
- 1983年（昭和58年）6月 - 日本高速自動車は名古屋近鉄バスと合併し、名阪近鉄高速バス（1994年4月から名阪近鉄バス）となる。
- 1987年（昭和62年）4月1日 - 国鉄分割民営化により国鉄運行分は東海旅客鉄道（JR東海）、西日本旅客鉄道（JR西日本）運行となる。
- 1988年（昭和63年）
  - 3月13日 - JR東海単独により、浜松‐京都系統運行開始。愛称は東名名神直通バス。
  - 4月1日 - ジェイアール東海バス（JR東海バス）・西日本ジェイアールバス（西日本JRバス）がJR東海・JR西日本からそれぞれ分社して営業開始。
  - 7月2日 - 日本急行バス、神戸系統再開。後に名阪近鉄高速バスも参入するが、阪神・淡路大震災にて運休し再開せず。
- 1989年（平成元年）7月15日-11月26日 - 名阪近鉄高速バス、世界デザイン博開催のため三ノ宮駅7:30発（名古屋駅10:50着）、名古屋駅17:00発（三ノ宮駅20:20着）を臨時運行。
- 1990年（平成2年）4月1日-9月30日 - 国際花と緑の博覧会（大阪花博）会場へ乗り入れ。
- 1991年（平成3年）4月- 名阪近鉄高速バス神戸線に3列シート車（ポートクイーン号）を投入。
- 1992年（平成4年）9月- 繁忙期のみ、ポートクイーン号2往復体制に。
- 1993年（平成5年）7月 - 名阪近鉄高速バス、大阪駅 - 伊吹山山頂間運行開始。
- 2001年（平成13年）3月31日 - 大阪系統の一部便がユニバーサル・スタジオ・ジャパン (USJ) への乗り入れを開始。
- 2002年（平成14年）
  - 4月1日 - 日本急行バスが名古屋観光自動車へ吸収され名古屋観光日急となる。
  - 6月1日 - 急行便廃止。これに伴い、尾西・名神羽島・安八・養老口・名神関ヶ原・山東・名神米原・名神彦根・甲良・秦荘・蒲生・名神竜王・栗東・名神草津・名神瀬田・名神大津・名神山科の停留所が廃止となる[10]。従来急行便のみが停車していた名神茨木は、特急便が停車するようになる。京都系統が名古屋観光日急を含めた4社共同運行になり[11]、名鉄バスセンター乗り入れ。
- 2004年（平成16年）7月16日 - 神戸系統、名古屋観光日急と西日本JRバスとの共同運行になる。
- 2005年（平成17年） - 名阪近鉄バス、この年をもって大阪駅 - 伊吹山山頂間の路線から撤退。
- 2006年（平成18年）
  - 4月1日 - 神戸系統にJR東海バスが新たに参入し3社共同運行になる。
  - 12月15日 - 浜松‐京都系統の東名名神直通バスが廃止。
- 2007年（平成19年）7月20日 - この日より西日本JRバスが大阪駅‐伊吹山山頂間を「伊吹山号」として期間限定（同年9月30日まで）で運行[12][13]。
- 2008年（平成20年）
  - 4月22日 - 超特急便を新名神高速道路経由とし、所要時間を短縮。新名神高速道路上に土山バスストップを新設。
  - 7月1日 - 名古屋観光日急、名鉄東部観光バス・名鉄西部観光バスと共に名鉄岐阜観光へ吸収合併され、名鉄観光バスとなる。
  - 12月1日 - 名鉄観光バス、独自の名古屋‐大阪線を廃止。名鉄は大阪系統から撤退。
- 2009年（平成21年）2月1日 - この日より名鉄観光バス便の運行を名鉄バスに移管。
- 2010年（平成22年）12月9日 - 大阪線の一部便（USJ発着便を除く）が湊町バスターミナル (OCAT)発着となる。神戸線（下り1本を除く）が京都深草に停車。名古屋駅ののりばが桜通口から新幹線口に変更。
- 2011年（平成23年）
  - 6月1日 - 大阪駅ののりばが桜橋口から大阪駅JR高速バスターミナルに変更。
  - 10月7日 - 夜行臨時便「青春大阪ドリーム名古屋号」が運行開始。あわせて折り返し運用となる臨時昼行便を1往復運行開始。
  - 12月2日 - 「青春大阪ドリーム名古屋号」が大垣駅と湊町バスターミナル (OCAT)（下り便のみ）に停車開始。
- 2012年（平成24年）12月 - 年末年始運行の臨時便を名古屋～大阪間に3往復追加。便名は81～86便で途中の停車バス停無し。
- 2013年（平成25年）3月2日 - 西日本ジェイアールバスの神戸三宮ＢＴ発名鉄バスセンター行車両が、滋賀県甲賀市の甲南トンネル入口付近で走行中に出火、全焼する事故。乗員乗客は全員避難して無事だった[14]。
- 2014年（平成26年）
  - 8月1日 - 大阪線を3往復増便。大阪線は土山に停車しなくなる。あわせて「青春大阪ドリーム名古屋号」と折り返し運用となる昼行臨時便を定期便に昇格し、毎日運行とする[15]。
  - 9月1日 - 大阪線を2往復増便。「青春大阪ドリーム名古屋号」の京都深草への停車を廃止、京都駅烏丸口への停車に変更[16]。
  - 10月5日 - 名神高速開業50周年記念キャンペーンの一環として、2015年（平成27年）2月28日までの期間限定で三宮バスターミナル発着便のうち1往復を神戸駅まで延伸[17]。
- 2015年（平成27年）4月1日 - 「青春大阪ドリーム名古屋号」の大垣駅バス停を廃止。上り2号がユニバーサル・スタジオ・ジャパン (USJ)始発となる[18]。
- 2017年（平成29年）4月17日 - 京都線の土山バスストップを廃止。大阪線の特急便を廃止、全便超特急となる（これに伴い名神茨木、名神大山崎、菩提寺、名神八日市、百済寺、名神多賀、名神大垣の各バス停は通過または非経由となる）。神戸線の土山バスストップの停車が西日本JRバス便のみとなる、また、三ノ宮駅・大阪駅・京都駅 - 京都深草相互間の乗車ができなくなった[19][20]。また、京都線の特急便の名古屋 - 一宮IC間が従来の国道22号線経由から、名古屋高速道路経由に変更となった[21]。それに伴い名神一宮は全便通過となった。
- 2018年（平成30年）12月1日 - ダイヤ改正。大阪線は全便名神高槻を通過、神戸線は全便土山バスストップ、京都深草を通過するようになった[22]。
- 2019年（令和元年）10月1日 - 消費税率引き上げに伴う運賃改定[23][24][25][26]。
- 2020年（令和2年）12月1日 - 大阪線の京都深草、千里ニュータウン、湊町バスターミナル（OCAT）を廃止。京都深草と千里ニュータウンは全便通過となり[7]、湊町バスターミナル（OCAT）発着便がなくなる[7]。また、「青春大阪ドリーム名古屋号」の湊町バスターミナル（OCAT）を廃止しユニバーサル・スタジオ・ジャパン（USJ）発着となる[7]。
- 2021年（令和3年）7月1日 - 京都線は4往復減便し1日12往復に。
- 2024年（令和6年）7月1日 - 運賃改定。
- 2025年（令和7年）3月1日 - 運休していた名鉄バス担当の神戸線1往復を、名阪近鉄バス担当に変更した上で復便。神戸線において名阪近鉄バスが運行開始。
- 2025年（令和7年）4月1日 - 京都線、神戸線の名鉄バスセンター、神戸線のポートピアホテルを廃止。既存の大阪線と合わせ、全系統が名古屋駅（新幹線口）を発着となる。名阪近鉄バスが神戸線に正式参入し、4社共同運行となる。

## 車両
2020年時点では、国産の3車種（セレガ、ガーラ、エアロエース）が使用されている。
国鉄バス時代には、国鉄専用型式を東名高速線とともに投入し、分割民営化後もしばらく運行していた。
また、日本急行バス（当時）はサロン席付きの車両や、「ベンツ特急」と称し一部の便でダイムラー・ベンツ製の車両を使用したり、名阪近鉄高速バス（当時）で昼行専業では珍しい3列シート車（愛称ポートクィーン号）を投入したことがあるほか、会社設立60周年を記念して、京阪神を表現した3つ輪のデザインの塗装車があった。
名阪近鉄バスの前身、日本高速バスも親会社だった近畿日本鉄道の肝いりで近畿車輛が開発・車体を架装した専用車が投入されていた（詳しくは近畿車輛の項目も参照）。
現在の車両の特徴は以下のとおり。
- 4列シート補助席付き（通称、4列スタンダードシート）車両。名阪近鉄バスの旧型車両以外は車内トイレ完備。
- 2011年夏以降に導入された名鉄バス・名阪近鉄バス・JR東海バスの新型車両は、補助席無し・センターアームレスト付きの幅広4列（ワイドシート）仕様。座席数40又は42。名鉄バス車両は、座席ACコンセント・wifi・プラズマクラスター搭載。JR東海バス便は時刻表に「4列ワイドシート」表記。
- 西日本JRバス便は時折、過去に「青春ドリーム号」等に使用していた幅広4列シート（いわゆる楽座シート）車両が使われている。
- 整備や増車等の都合でワイドシート表記がある便でも、予告無く補助席付き4列車両を使用する場合もある。
- JR東海バス大阪線と神戸線はワイドシート・座席コンセント付きで運用。近年は新車の増加で、京都線にも同仕様が入る場合が多い(バスここで運用の確認は可能)。
- 名鉄バスは長野線や奈良線で使う36席ワイドシート・コンセント・Wi-Fi・パウダールーム・プラズマクラスター搭載の車両が京都線・神戸線に入る時がある。その為、名鉄バス便は36席の予約発売となっている。

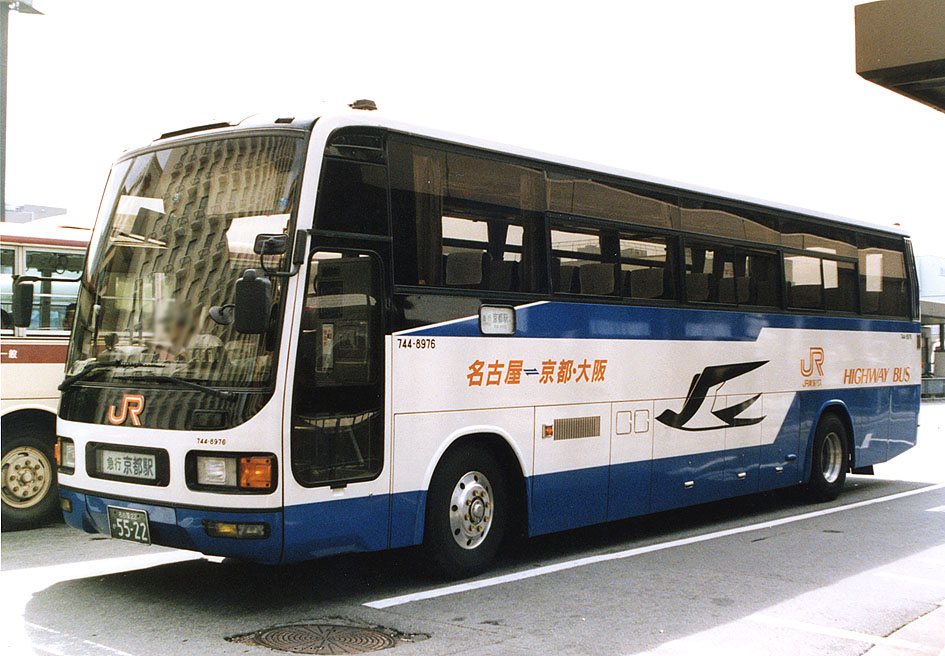
過去に京都線・大阪線で使用されたJR東海バス
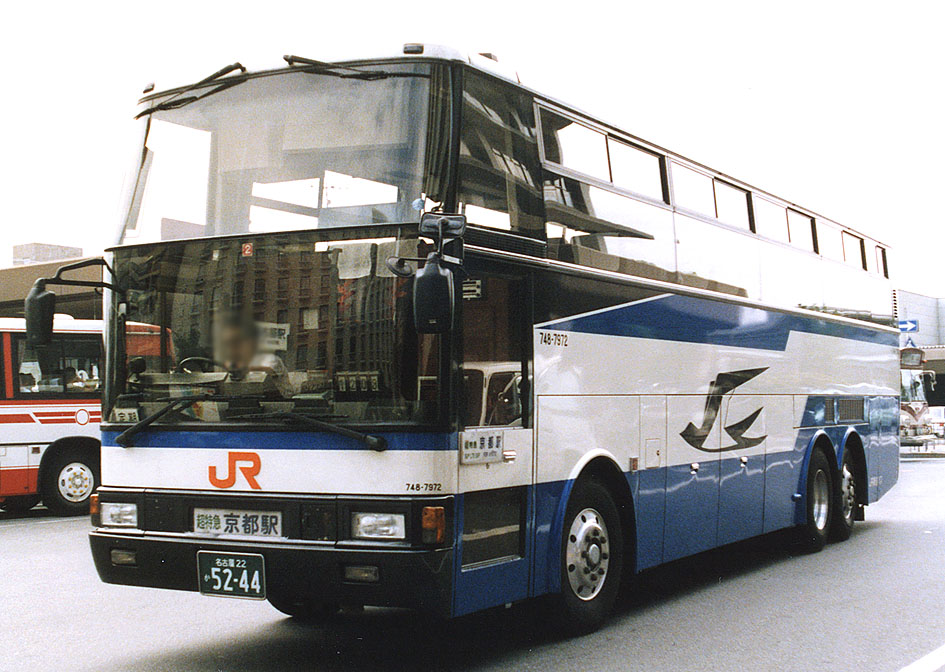
過去に京都線で使用されたJR東海バス
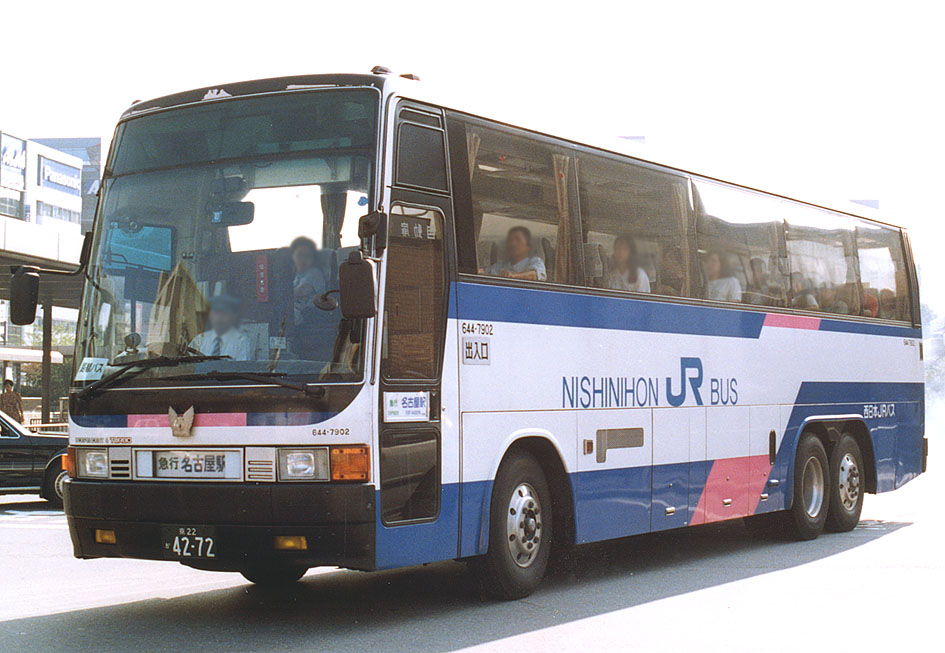
過去に京都線・大阪線で使用された西日本JRバス
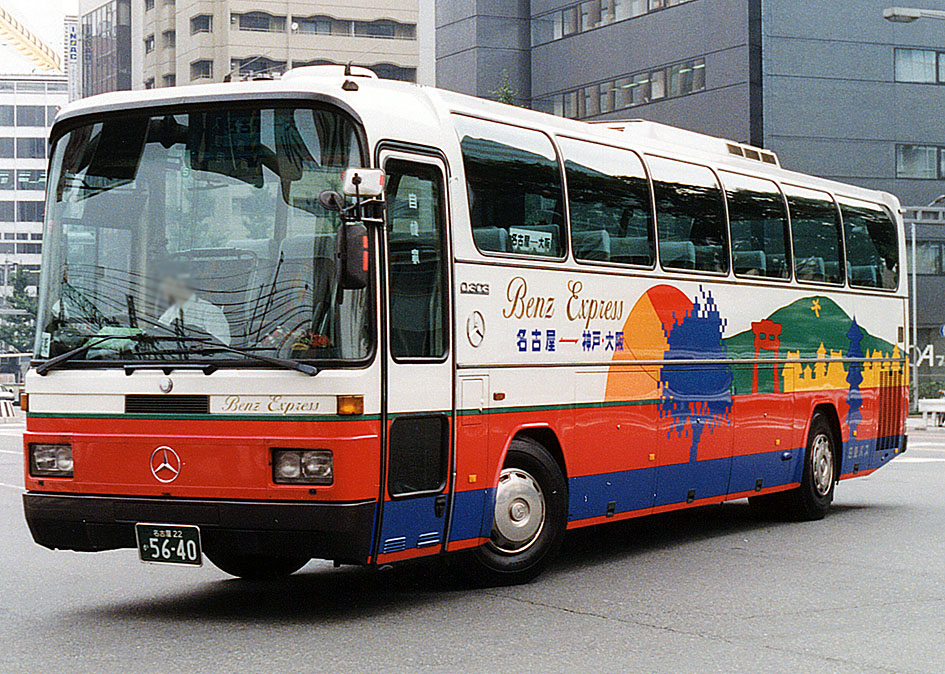
過去に神戸線・大阪線で使用された日本急行バス「ベンツ特急」
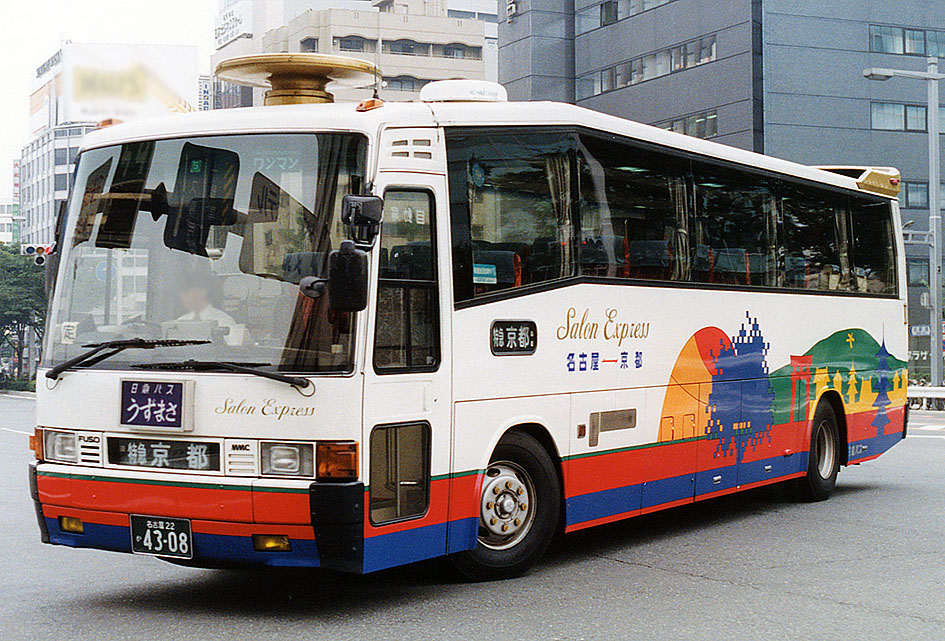
過去に京都線で使用された日本急行バス「サロン特急」
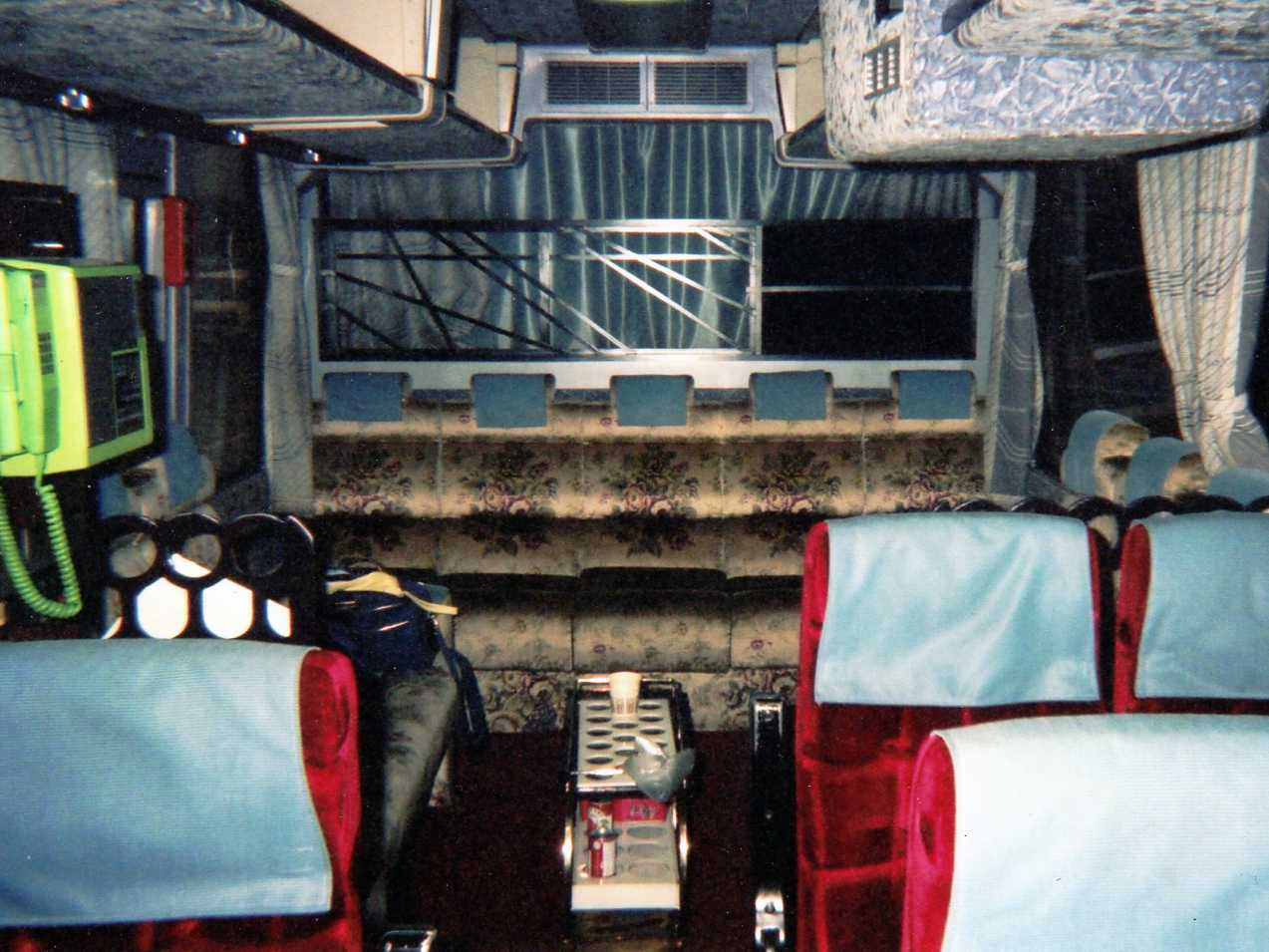
サロン特急の特徴だった後部サロン
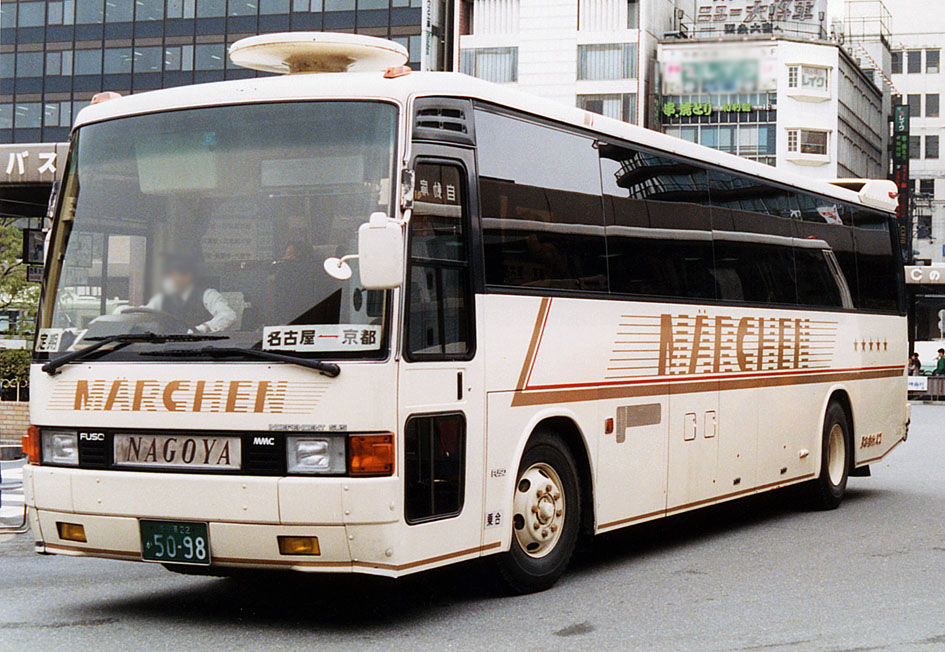
過去に京都線で使用された日本急行バス「メルヘン」
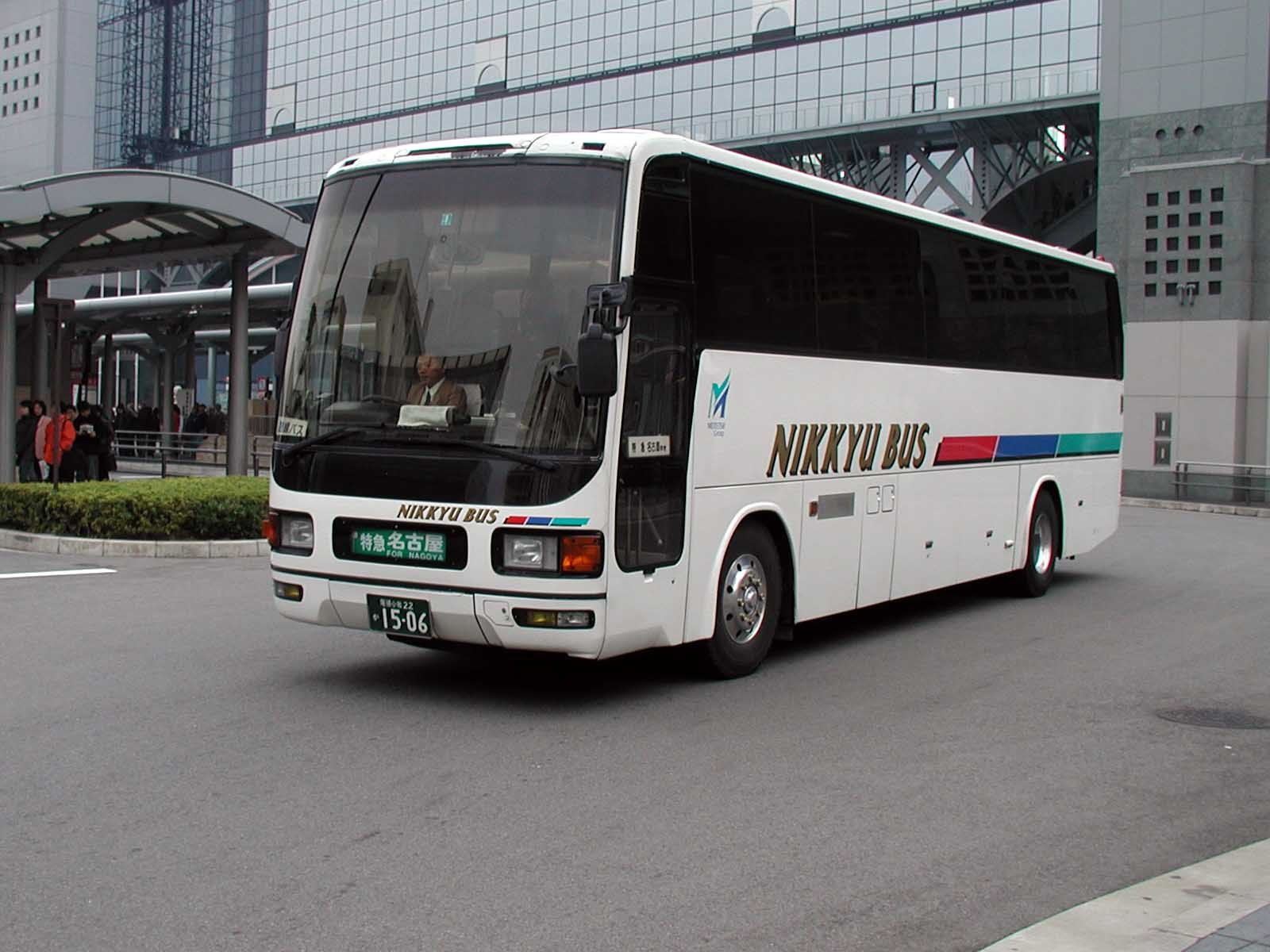
過去に使用された名古屋観光日急の塗装デザイン
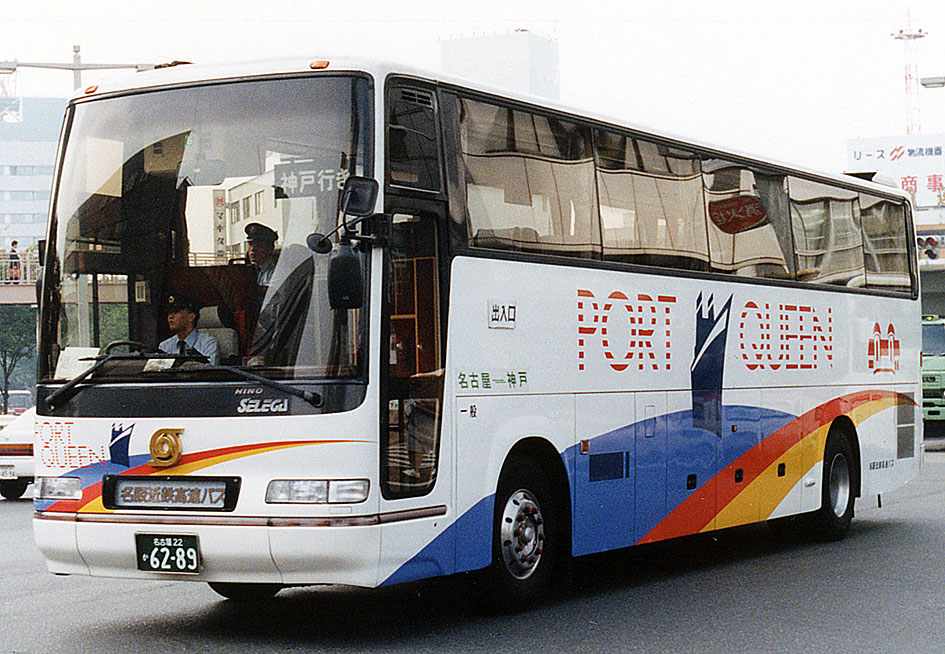
過去に神戸線で使用された名阪近鉄高速バス ポートクィーン3列シート
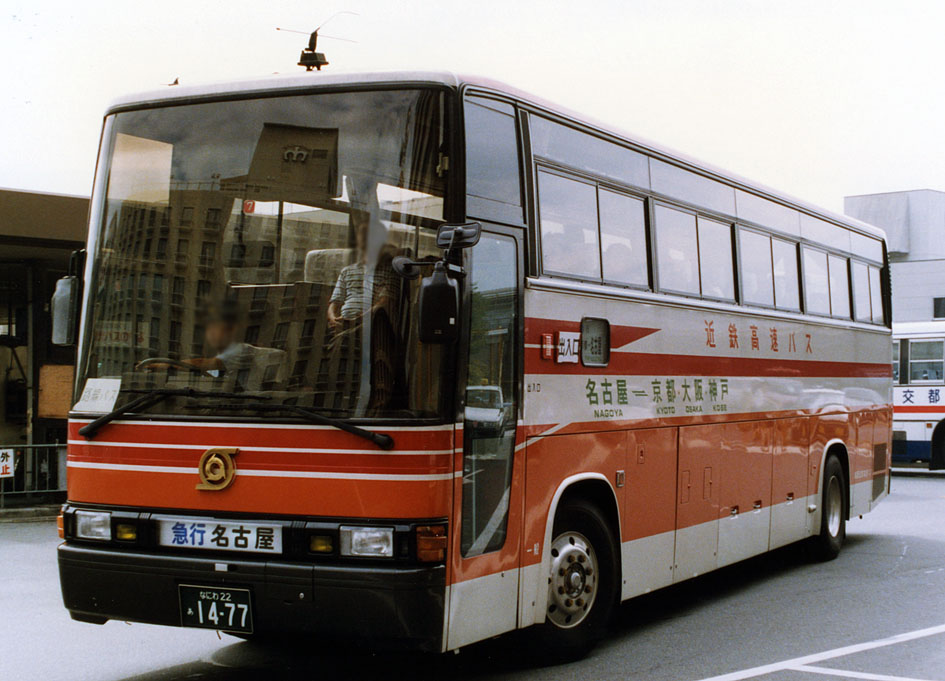
過去に京都線・大阪線・神戸線で使用された名阪近鉄高速バス
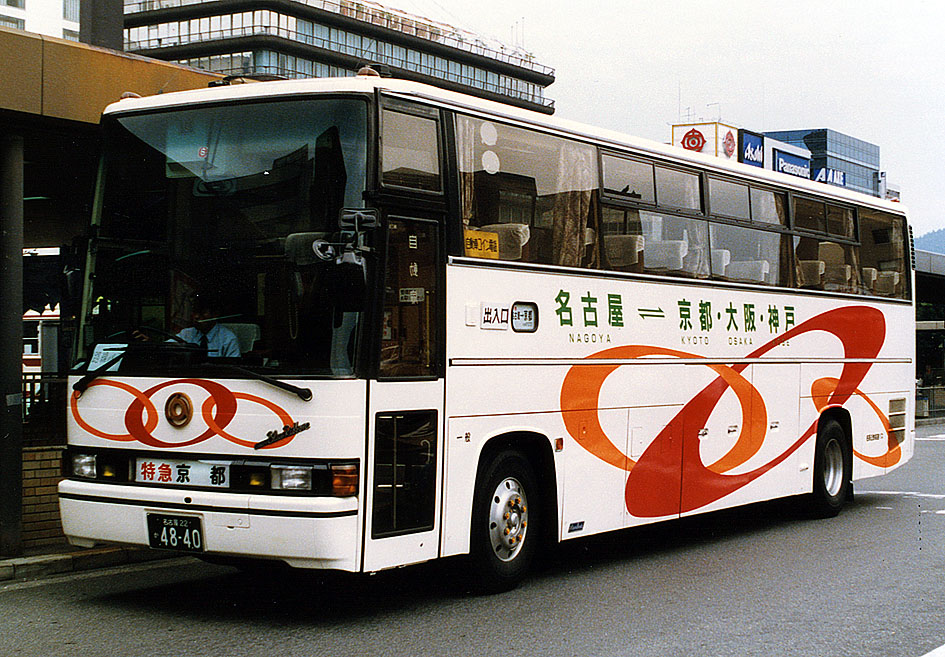
過去に京都線・大阪線・神戸線で使用された名阪近鉄高速バス
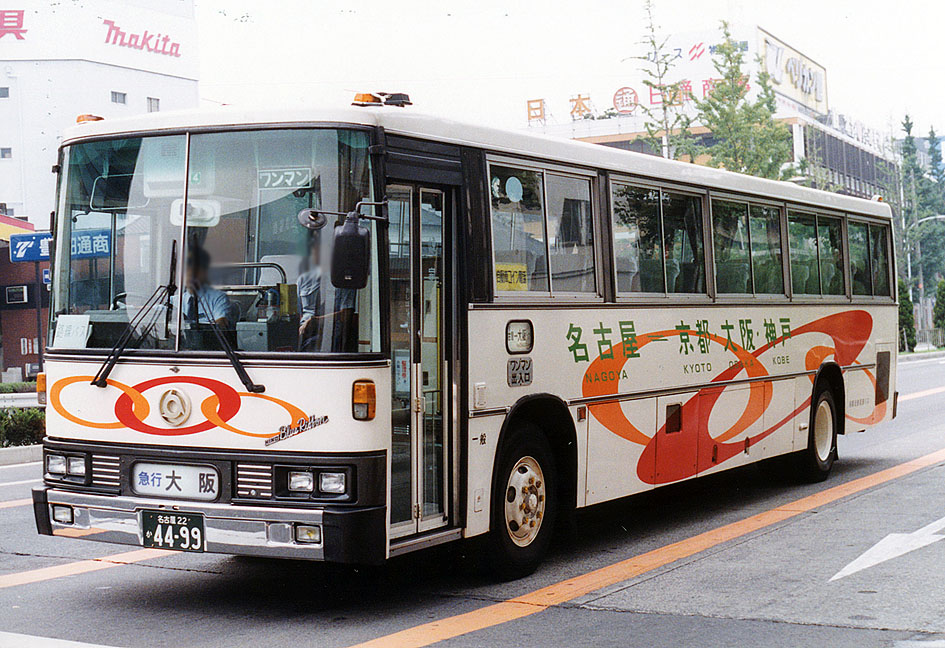
過去に京都線・大阪線・神戸線で使用された名阪近鉄高速バス

## 運行経路

### 新名神経由
- 神戸線 - 運行(名鉄バス・西日本ジェイアールバス・ジェイアール東海バス・名阪近鉄バス)  (京都線は名神高速道路途中、京都南でOUT。大阪線は名神高速道路途中、吹田でOUT) ) 名古屋駅新幹線口 →(駅西第1号線、愛知県道68号名古屋津島線、名古屋市道名古屋環状線)→(烏森入口)→(名古屋高速5号万場線→名古屋西JCT→東名阪自動車道→四日市JCT→新名神高速道路→草津JCT→名神高速道路→西宮IC→阪神高速3号神戸線)→(生田川出口)→(国道2号)→三宮駅バスのりば→(国道2号、県道20号(フラワーロード、神戸大橋)→ポートピアホテル
- 大阪線 - 運行(ジェイアール東海バス・西日本ジェイアールバス・名阪近鉄バス)  (吹田IC)→(中央環状線、国道423号(新御堂筋)、扇町通、国道176号(御堂筋))→大阪駅JR高速バスターミナル  ※大阪駅発は、バスターミナル出口梅田ランプ東を左折、四つ橋筋、桜橋左折、梅新東を左折し、上記の逆順
- 京都線 - 運行(名鉄バス・名阪近鉄バス・西日本ジェイアールバス・ジェイアール東海バス)  (京都南IC)→(国道1号(京阪国道、九条通、油小路通)、塩小路通)→京都駅

### 名神経由
- 京都線 - 運行（新名神経由と同じ）

名古屋駅新幹線口→（市道椿町線、太閤通、広小路通（愛知県道60号名古屋長久手線）、錦通）→（名駅入口）→（名古屋高速都心環状線、名古屋高速6号清須線、名古屋高速16号一宮線）→（一宮IC）→名神高速道路→（京都南IC）→(国道1号(京阪国道、九条通、油小路通)、塩小路通)→京都駅　